# William A. Mitchell
Dr. William A. "Bill" Mitchell, född 21 oktober 1911, död 2 juli 2004, var en amerikansk livsmedelskemist som under sin tid på General Foods Corporation mellan 1941 och 1976, var den huvudsakliga utvecklaren av Pop Rocks, Tang, snabbstelnande Jell-O, Cool Whip och  äggpulver.  Under sin karriär fick han mer än 70 patent.